# Frackrock m/1878-1994
Frackrock m/1878-1994 är en rock som används inom försvarsmakten.

## Utseende
Frackrocken av mörkblått kläde har ett skört som slutar i höjd med knäskålen eller högst 8 cm där ovan. Den har två knapprader om sex knappar vardera. Den har en fällkrage och ärmuppslag med gradbeteckning i form av galoner.

## Användning
Den är avsedd för Svenska flottan och får endast användas av officerare i samband med tjänstgöring på Kungaslupen Vasaorden som en del av Paraduniform m/1878. 